# Bobby Deerfield
Bobby Deerfield es una película estadounidense de drama romántico de 1977 dirigida por Sydney Pollack y protagonizada por Al Pacino y Marthe Keller. El guion fue escrito por Alvin Sargent, adaptado de la novela Der Himmel kennt keine Günstlinge de 1961 escrita por Erich Maria Remarque. El filme trata sobre un famoso piloto de carreras estadounidense en el circuito europeo que se enamora de una enigmática mujer suiza que padece una enfermedad terminal. La actuación de Pacino le valió una candidatura al Globo de Oro como mejor actor dramático.

## Trama
Bobby Deerfield es un solitario calculador corredor de autos de Fórmula 1 obsesionado con el control de su vehículo. Después de presenciar un choque que acaba con la vida de un compañero de equipo y hiere gravemente a un competidor, Deerfield se inquieta ante la posibilidad de la muerte. Durante una visita al sobreviviente, la vida de Deerfield se ve afectada aún más cuando conoce a Lillian Morelli, una mujer peculiar e impulsiva.

## Reparto
- Al Pacino - Bobby Deerfield
- Marthe Keller - Lillian Morelli
- Anny Duperey - Lydia
- Walter McGinn - El hermano
- Romolo Valli - Tío Luigi
- Stephan Meldegg - Karl Holtzmann
- Jaime Sánchez - Delvecchio
- Norm Nielsen - El mago
- Mickey Knox - Turista
- Dorothy James - Turista
- Guido Alberti - Sacerdote en el jardín
- Monique Lejeune - Catherine Modave
- Steve Gadler - Bertrand Modave
- Gérard Hernandez - Carlos Del Montanaro
- Antonino Faà di Bruno - Vincenzo
- Féodor Atkine - Tommy
- Patrick Floersheim - Mario
- Bernie Pollack - Mecánico principal
- Al Silvani - Mecánico
- Franco Ressel - Hombre con el perro

## Producción
Después de casi un año sin trabajar, Al Pacino aceptó la oferta para actuar en Bobby Deerfield por sentirse identificado con el personaje, en contra de los deseos de su representante, Martin Bregman, a quien no le gustaba el guion. La filmación se llevó a cabo en Italia (lago de Como y Florencia) y Francia (Le Mans). Durante los cuatro meses de rodaje Pacino se sometió a un estricto régimen de fitness bajo la guía del entrenador Al Silvani. Tras el rodaje, Pacino declaró haber tenido diferencias creativas con Sydney Pollack.
En un principio, se tuvo en cuenta a Paul Newman y Jacqueline Bisset como protagonistas del filme. El francés François Truffaut recibió una oferta para dirigir la cinta, pero la rechazó al aburrirle la temática automovilística.
El piloto de carreras brasileño José Carlos Pace hizo de doble de Pacino en las escenas de carreras. Pace murió en un accidente aéreo en São Paulo justo después del comienzo de la temporada de 1977. La película fue dedicada a él.

## Recepción
El crítico del Chicago Sun-Times Roger Ebert comentó que «Bobby Deerfield es un melodrama grande y hábil que sabe exactamente lo que quiere lograr y lo hace con gran habilidad». Dan Callahan de Slant Magazine elogió la actuación de Pacino: «Pacino está en su mejor momento: preciso, interno, magnéticamente lindo y experto en capturar el miedo en la impenetrable existencia de este hombre y su anhelo de cambio». En otra reseña, la revista Variety la describió como «una historia de amor brillantemente inusual, contada en un estilo europeo que hace que la película de Sydney Pollack al principio sea irritante, luego intrigante y finalmente más gratificante y emocionalmente satisfactoria». Ron Rosenbaum de Vanity Fair la de Pacino «es una actuación notable, la más desnuda y emocional que ha hecho, su único papel romántico puro».
En cambio, la revista Time Out describió el filme como «un ejemplo clásico de un director de Hollywood que es abatido por un ataque letal de ‘arte’ tan pronto como pone un pie en Europa». Del mismo modo, Vincent Canby de The New York Times opinó: «Bobby Deerfield podría ser la película más cínica del año hecha por personas de las que se espera más, como Sydney Pollack, el director, y Alvin Sargent, quien escribió el guion».
El director admitió que no estuvo totalmente conforme con parte de la trama, en particular con el hecho de que su protagonista femenina tuviese una enfermedad terminal. A pesar de esto, y de que el filme no logró entusiasmar a los críticos y no tuvo éxito en la taquilla, Pollack declaró que Bobby Deerfield era uno de sus proyectos favoritos. Además destacó la participación de Pacino: «Es una actuación que no llama la atención en sí misma... Al tuvo el valor de ser desagradable durante la primera hora del filme, al punto de querer golpearlo. Ese es un nivel de autenticidad que pocos actores están dispuestos a ofrecer». La cinta se incluyó en una retrospectiva de 31 películas de Pacino llamada «Pacino’s Way» proyectada en 2018. El actor recordó: «Fue un gran desastre, pero cuando lo volví a ver, vi a alguien luchando con algo, y era parte de mi vida, y pensé: ‘Bueno, ¿por qué no incluir algo en lo que resbalé y caí, incluso si es difícil de mirar?’ Funciona cuando la pones en contexto, ¿no es así? Es una retrospectiva».